# Carl Müller (Mediziner)
Carl Müller (* 6. Juli 1903 in Pasing; † 8. April 1990 in Bern) war ein Schweizer Gynäkologe.
Müller war Sohn von Adolf Gustav Müller. Er studierte Medizin in Genf, Bern und Berlin und promovierte 1927 in Berlin zum Dr. med. Von 1938 bis 1972 führte er eine Praxis in Bern. 1944 war er Privatdozent für Geburtshilfe und Gynäkologie an der Universität Bern, und von 1959 bis 1966 war er Honorarprofessor ebendort. Müller verfasste „bedeutende Studien zur Volkskunde und Medizingeschichte“.